# Borodino (Spiel)
Borodino  ist ein Strategie-Brettspiel oder eine Konfliktsimulation von John Michael Young, veröffentlicht 1972 im amerikanischen Spieleverlag Simulations Publications. 
Ziel des Spiels ist es, als Befehlshaber der russischen oder französischen Einheiten die historische Schlacht von Borodino zu gewinnen. Diese Schlacht war Teil des napoleonischen Russlandfeldzuges 1812. 
Es gibt weitere Spiele dieses Namens, manche beziehen sich auch auf die Schlacht um Moskau während des Zweiten Weltkriegs.

## Ausstattung
Das Spiel wurde in einer Plastikverpackung geliefert, die zugleich Sortierfächer für die Aufbewahrung der Pappplättchen enthielt. Auf vorgestanzten Bögen mit bedrucktem Karton wurden die Einheiten der beiden Seiten geliefert und mussten vom Käufer herausgelöst werden. Auf einem großen Spielplan sind, neben einer Karte des Schlachtfeldes mit sechseckigen Feldern, verschiedene Tabellen und Zeitschemata aufgedruckt. Ein dünnes Heft enthält die Spielregeln. 
Das Spiel erschien in den „S&T Series Games“ als Nr. 32.

## Kurzbeschreibung
Das Spiel bietet 4 Varianten: getrennt den 1., 2. oder 3. Tag der Schlacht  oder in der Langversion alle 3 Tage am Stück zu spielen. Zu jeder Variante werden Startaufstellung und verschiedene Siegbedingungen für beide Parteien formuliert. 
Eine Runde entspricht einer Stunde, ein Feld misst ungefähr 400 m. Für die Nacht gelten Sonderregeln. Die Simulation versucht durch zusätzliche Regeln noch näher am historischen Vorbild zu bleiben. 
Als Siegbedingung müssen die Franzosen Schanzen erobern, die Russen sie halten. Ansonsten gewinnt die Seite, die weniger Einheiten verliert.

## Versionen
In der vom Fantastic Shop vertriebenen deutschsprachigen Version wurde das englischsprachige Originalspiel mit maschinengeschriebenen und dann kopierten Übersetzungen ergänzt.